# Żar nad Hronem
Żar nad Hronem (słow. Žiar nad Hronom, do 1927 Svätý Kríž, do 1955 Svätý Kríž nad Hronom, niem. Heiligenkreuz [an der Gran], węg. Garamszentkereszt, do 1888 Barsszentkereszt, dawniej także Szentkereszt) – miasto powiatowe (od 1960 r.) w środkowej Słowacji, w kraju bańskobystrzyckim, położone po obu stronach Hronu w północno-wschodniej części Kotliny Żarskiej. W 2011 roku liczyło około 19,9 tys. mieszkańców.

## Historia
Tereny miasta zasiedlone były już w epoce prehistorycznej: wykopaliska przyniosły znaleziska z okresu kultury halsztackiej i lateńskiej. Jako wieś wspominany był Żar nad Hronem już w 1075 r., kiedy należał do arcybiskupstwa ostrzyhomskiego i pobierano w nim myto. W 1237 wzmiankowany jako Cristur – Krzyż Pana. Od 1246 r. rozwijał się jako miasteczko, będące ośrodkiem arcybiskupiego państwa feudalnego, obejmującego 15 okolicznych wsi. W 1776 r. majątek ten przypadł nowo utworzonemu biskupstwu bańskobystrzyckiemu. W wiekach XVII i XVIII dość intensywnie rozwijało się rzemiosło.
W czasie słowackiego powstania narodowego aktywny ośrodek organizacyjny i dowódczy. Mieściło się tu dowództwo 1 czechosłowackiej brygady powietrznodesantowej im. kpt. Nalepki i oddziału partyzantów francuskich. Pod koniec września 1944 r. w okolicy miasta powstańcy toczyli ciężkie boje z faszystami. Po zajęciu miasta przez Niemców utworzyli oni na jego terenie obóz jeniecki. Armia Czerwona oswobodziła miasto od okupantów 31 marca 1945 r.

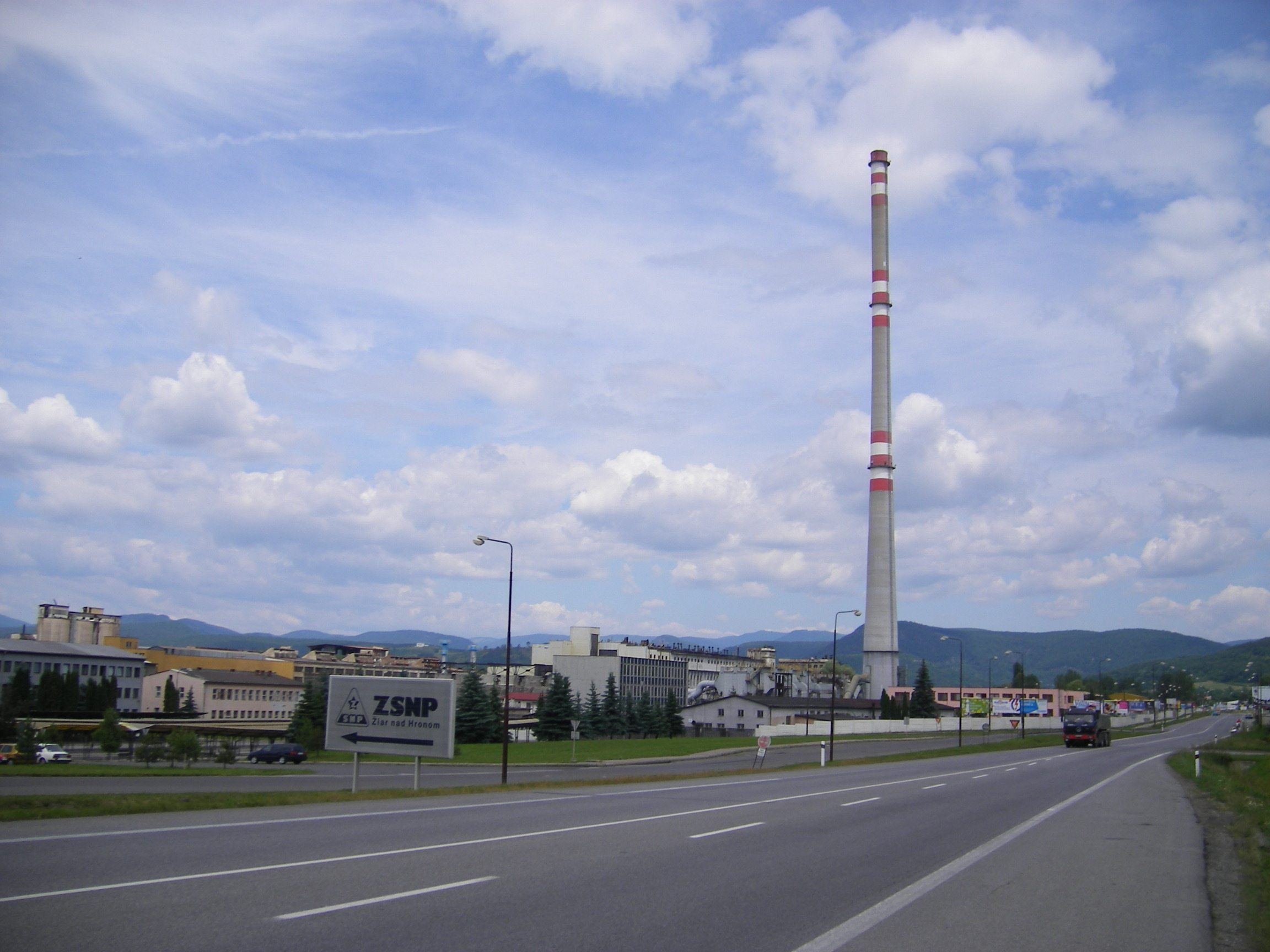
Zakład im. Słowackiego Powstania Narodowego

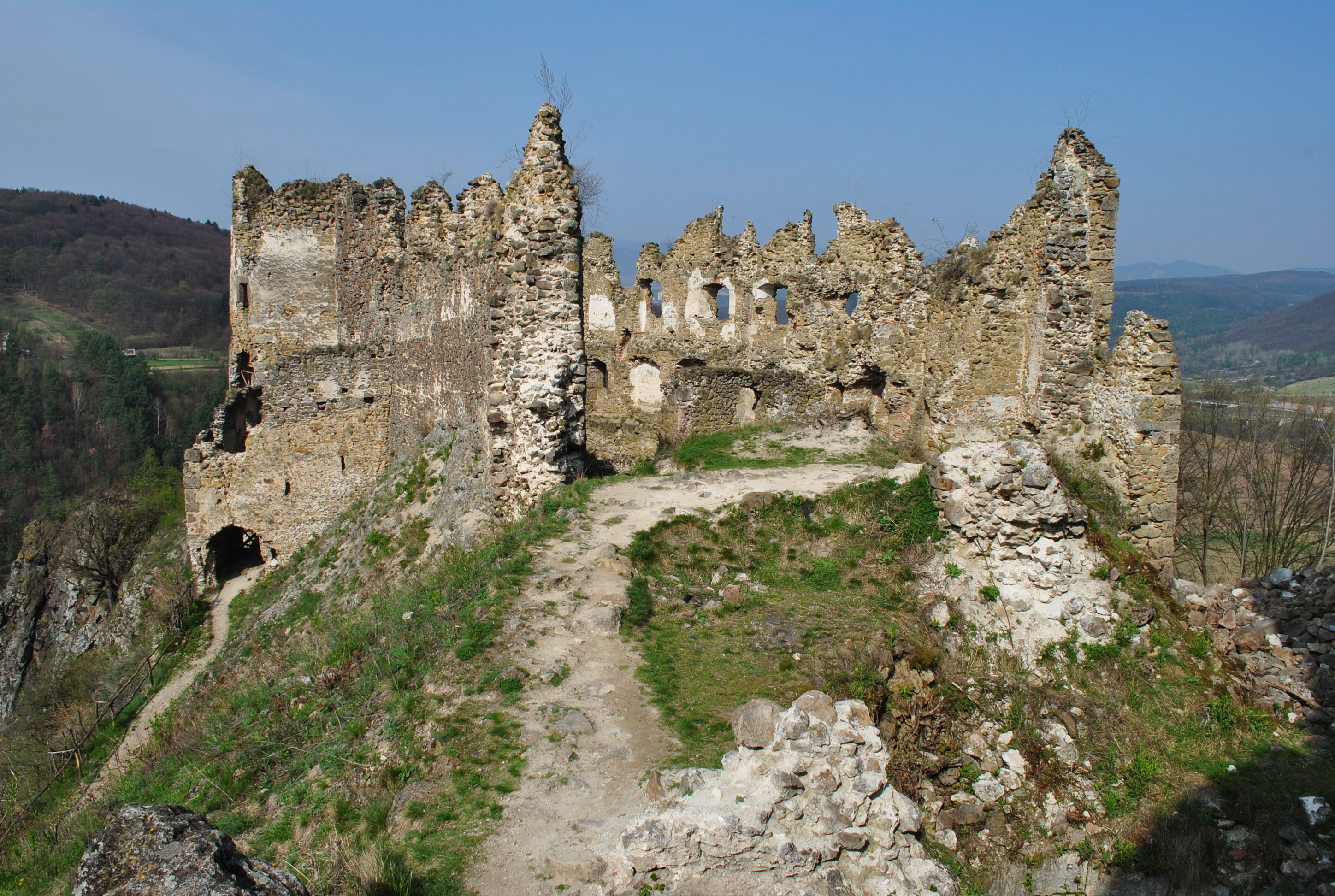
Ruiny zamku Šašov

Dziś Żar nad Hronem jest miastem przemysłowym. Największym zakładem jest jedyna na Słowacji huta aluminium Slovalco (dawniej Zakład im. Słowackiego Powstania Narodowego SA), która w 2006 roku zatrudniała 627 pracowników. Poza tym zakłady przemysłu spożywczego, zakłady remontowe pojazdów samochodowych i in.
Do dawnego miasta zostały włączone również dawne wsie: Horné Opatovce, Ladomerská Vieska, Lutila i Šašovské Podhradie.

## Zabytki
- Kasztel – pierwotnie renesansowo-barokowy z 1 ćwierci XVII w., wzniesiony na fundamentach budowli średniowiecznej.
- Kościół katolicki – klasycystyczny z lat 1806–1813, zbudowany na miejscu starego kościoła gotyckiego. Ołtarze i wyposażenie kościoła pochodzą z okresu jego budowy. Pod kościołem krypta, w której pochowani zostali m.in. Štefan Moyzes oraz Michal Chrástek (p. niżej).
- Kaplica pogrzebowa rodziny Anderle, z 1887 r. Przed nią dwie późnobarokowe rzeźby z końca XVIII w.
- Kościół katolicki w dawnej wsi Horné Opatovce – pierwotnie gotycki, przebudowany w latach 1709–1711. Ponownie przebudowany w stylu neogotyckim na początku XX w., ze znacznym naruszeniem pierwotnego wyglądu.
- Boża Męka w dawnej wsi Horné Opatovce – wczesnobarokowa, z 1696 r.
- Rzeźba św. Jana Nepomucena w dawnej wsi Horné Opatovce – późnobarokowa, z 1779 r.
- Kościół katolicki w dawnej wsi Veska – z XIV w., pierwotnie gotycki, przebudowany w stylu renesansowym w połowie XVI w. Nawa poprzeczna dobudowana w 1928 r. Z pierwotnej budowli zachowane gotyckie prezbiterium i wieża. Boczny ołtarz barokowy, ambona rokokowa z XVIII w.
- Kasztel w dawnej wsi Ladomer – z połowy XVII w., pierwotnie renesansowy, z końcem XIX w. przebudowany w stylu neobarokowym. Od 1953 r. szpital psychiatryczny.
- Kaplica w dawnej wsi Ladomer – z roku 1705, barokowa.
- Kolumna Mariańska w dawnej wsi Ladomer – z początku XVIII w., barokowa.
- Kościół katolicki w dawnej wsi Lutila – późnogotycki z 1491 r., przebudowany w stylu barokowym w XVII w. Wewnątrz późnogotycka rzeźba Madonny z końca XV w.
- Kaplica w dawnej wsi Lutila – barokowa, z końca XVII w.
- Ruiny zamku Šašov w dzielnicy Šašovské Podhradie.

## Ludzie związani z miastem
- Ján Levoslav Bella (1843–1936) – kompozytor (żył i pracował w latach 1864–1866);
- Michal Chrástek (1825–1900) – historyk literatury, folklorysta, zbieracz ludowej twórczości literackiej, pierwszy sekretarz Macierzy Słowackiej (żył i tworzył w latach 1868 – 1900);
- Štefan Moyzes (1797–1869) – biskup bańskobystrzycki i pierwszy przewodniczący Macierzy Słowackiej (żył i działał od 1851 do śmierci);
- Štefan Petruš (1782–1831) – etnograf i dramaturg (urodził się).